# Melodi Grand Prix (Norge)
Melodi Grand Prix, (även kallad  Grand Prix eller MGP ), är Norges uttagning till Eurovision Song Contest. Första Melodi Grand Prix hölls 1960. Tidigare handlade det bara om en norsk uttagning, men 2006 införde man deltävlingar; tre deltävlingar hålls på tre orter runtom i Norge (olika varje år). Konceptet hämtades från Eurovision Song Contest och den svenska Melodifestivalen. Finalen brukar hållas i Oslo.

## Vinnare genom åren
Bidragen med fet stil vann även Eurovision Song Contest.
- 1960 - Nora Brockstedt - Voi Voi
- 1961 - Nora Brockstedt - Sommer i Palma
- 1962 - Inger Jacobsen - Kom sol, kom regn
- 1963 - Anita Thallaug - Solhverv
- 1964 - Arne Bendiksen - Spiral
- 1965 - Kirsti Sparboe - Karusell
- 1966 - Åse Kleveland - Intet er nytt under solen
- 1967 - Kirsti Sparboe - Dukkemann
- 1968 - Odd Borre - Stress
- 1969 - Kirsti Sparboe - Oj, oj, oj, så glad jeg skal bli
- 1971 - Hanne Krogh - Lykken er
- 1972 - Grethe Kausland & Benny Borg - Småting
- 1973 - Bendik Singers - It's Just a Game
- 1974 - Anne Karine Strøm & The Bendik Singers - The First Day of Love
- 1975 - Ellen Nikolaysen - You Touched My Life With Summer
- 1976 - Anne-Karine Strøm - Mata Hari
- 1977 - Anita Skorgan - Casanova
- 1978 - Jahn Teigen - Mil etter mil
- 1979 - Anita Skorgan - Oliver
- 1980 - Sverre Kjelsberg & Mattis Hætta - Sámiid Ædnan
- 1981 - Finn Kalvik - Aldri i livet
- 1982 - Jahn Teigen & Anita Skorgan - Adieu
- 1983 - Jahn Teigen - Do Re Mi
- 1984 - Dollie de Luxe - Lenge leve livet
- 1985 - Bobbysocks - La det swinge
- 1986 - Ketil Stokkan - Romeo
- 1987 - Kate Gulbrandsen - Mitt liv
- 1988 - Karoline Krüger - For vår jord
- 1989 - Britt Synnøve Johansen - Venners nærhet
- 1990 - Ketil Stokkan - Brandenburger Tor
- 1991 - Just 4 Fun - Mrs. Thompson
- 1992 - Merethe Trøan - Visjoner
- 1993 - Silje Vige - Alle mine tankar
- 1994 - Elisabeth Andreassen & Jan Werner Danielsen - Duett
- 1995 - Secret Garden - Nocturne
- 1996 - Elisabeth Andreassen - I evighet
- 1997 - Tor Endresen - San Francisco
- 1998 - Lars A. Fredriksen - Alltid sommer
- 1999 - Stig Van Eijk - Living My Life Without You
- 2000 - Charmed - My Heart Goes Boom
- 2001 - Haldor Lægreid - On My Own
- 2003 - Jostein Hasselgård - I'm Not Afraid To Move On
- 2004 - Knut Anders Sørum  - High
- 2005 - Wig Wam - In My Dreams
- 2006 - Christine Guldbrandsen - Alvedansen
- 2007 - Guri Schanke - Ven a bailar conmigo
- 2008 - Maria Haukaas Storeng - Hold On, Be Strong
- 2009 - Alexander Rybak - Fairytale
- 2010 - Didrik Solli-Tangen - My Heart Is Yours
- 2011 - Stella Mwangi - Haba Haba
- 2012 - Tooji Keshtkar - Stay
- 2013 - Margaret Berger - I Feed You My Love
- 2014 - Carl Espen - Silent Storm
- 2015 - Kjetil Mørland & Debrah Scarlett - A Monster Like Me
- 2016 - Agnete - Icebreaker
- 2017 - JOWST ft. Aleksander Walmann - Grab the Moment
- 2018 - Alexander Rybak - That's How You Write a Song
- 2019 - KEiiNO - Spirit in the Sky
- 2020 - Ulrikke - Attention
- 2021 - TIX - Fallen Angel
- 2022 - Subwoolfer - Give that wolf a banana
- 2023 - Alessandra - Queen of Kings
- 2024 - Gåte - Ulveham
- 2025 - Kyle Alessandro - Lighter